# Cantonul Montluçon-Ouest
Cantonul Montluçon-Ouest este un canton din arondismentul Montluçon, departamentul Allier, regiunea Auvergne, Franța.

## Comune
- Lamaids
- Montluçon (parțial, reședință)
- Prémilhat
- Quinssaines